# 服務性 (電腦)
在軟體工程及計算機工程中，服務性（serviceability）也稱為可支持性（supportability），是一種非功能性需求，是IBM提出的RAS中的一項。服務性是指技術服務人員安裝、配置及監控電腦產品，提供硬體或軟體服務的能力，也包括在出現例外情形或故障時排除問題，使產品可以正常運作的相關能力，包括針對故障除錯或隔離故障，進行根本原因分析等。服務性的提昇一般也代表產品維護效率的提昇，同時減少了營運的成本，保持業務的持續性。
以下是一些有關服務性的機能：
- 在有異常事件時，自動送出電子郵件或傳送文字訊息至傳呼機。
- 网络监控
- 說明文件（英语：Documentation）
- 事件記錄（英语：Event logging）/追蹤 (軟體)（英语：Tracing (software)）
- 記錄軟體狀態（英语：program state），例如
  - 執行路徑及（或）區域變數及全域變數
  - 子程序的進入點及結束點，包括其傳入值及傳出值
  - 例外處理區塊的進入點及其狀態
- 軟體升級
- 柔性降級（Graceful degradation），指產品的設計可以在不需技術人員的介入下，由例外事件中復原的機能
- 硬體更換或升級計劃，而產品的設計可以在電腦系統停工期最短的條件下，進行有效率的硬體升級（例如熱插拔元件）

服務性工程一般也包括了一些例行性系統維護相關的特點（參見營運管理與維護（OAM））。